# Льовера, Макс
Макс Льовера Гонсалез-Адрио (кат. Max Llovera González-Adrio; 8 января 1997, Андорра-ла-Велья, Андорра) — андоррский футболист, защитник клуба «Сан-Кристобаль» и национальной сборной Андорры. Выступал за юношеские сборные Андорры до 17 и до 19 лет, а также за молодёжную сборную до 21 года.
Его брат Рикард также футболист.

## Биография

### Клубная карьера
Начал заниматься футболом в школе клуба «Льейда», где находился вместе с другим андоррцем Аароном Санчесом. Летом 2013 года Макс присоединился к «Эспаньолу», где выступал за юношескую команду. Спустя год, Льовера вернулся в стан «Льейды». В июле 2015 года мог перейти в клуб «Андорра» из столицы одноимённого княжества.
Дебют за «Льейду» состоялся 21 августа 2016 года в рамках Сегунды Б против «Бадалоны» (0:1).

### Карьера в сборной
Выступал за юношескую сборную Андорры до 17 лет и провёл 8 матчей в турнирах УЕФА. За сборную до 19 лет сыграл 9 игр. С 2015 года играет за молодёжную сборную Андорры до 21 года, где на данный момент провёл 4 поединка. Макс принял участие в игре 16 июня 2015 года в рамках квалификации на чемпионате Европы в 2017 против Литвы (1:0). Этот матч закончился первой в истории сборной Андорры до 21 года победой.
3 сентября 2015 года дебютировал в составе национальной сборной Андорры в игре отборочного турнира на чемпионат Европы 2016 против Израиля (0:1), главный тренер Кольдо выпустил Льоверу на 81 минуте вместо Марка Ребеса. Всего в квалификации к чемпионату Европы Макс сыграл в трёх играх.